# Михайленко Всеволод Євдокимович
Всеволод Євдокимович Михайленко (16 травня 1927, Старий Мерчик — 10 серпня 2018, Київ) — український науковець у галузях прикладної та нарисної геометрій, педагог. Доктор технічних наук (1972), професор (1974). Заслужений діяч науки УРСР (1982). Лідер київської наукової школи з прикладної геометрії, дослідник геометричного моделювання, архітектурної біоніки, технічної естетики тощо.
Майже 70 років — науковий співробітник і педагог Київського інженерно-будівельного інституту (пізніше — Київського національного університету будівництва і архітектури; 1949—2018), з яких 38 років — завідувач кафедри нарисної геометрії та інженерної графіки. Автор близько 450 наукових робіт, 10 авторських свідоцтв на винаходи. Учень професора Степана Колотова.

## Життєпис
Народився 16 травня 1927 року в селі Старий Мерчик на Харківщині. Дитинство провів у Житомирі, оскільки там працював батько.
З початком німецько-радянської війни разом із родиною був евакуйований до міста Джамбул (Казахстан), де прожив три роки. У Джамбулі закінчив школу механізації сільського господарства, здобувши кваліфікацію комбайнера, працював помічником комбайнера. У 1944 році повернувся до Житомира, де з відзнакою закінчив середню школу.
У 1949 році закінчив архітектурний факультет Київського інженерно-будівельного інституту (КІБІ, КНУБА), через три роки — аспірантуру при кафедрі нарисної геометрії та інженерної графіки. Тоді ж здобув науковий ступінь кандидата технічних наук, захистивши дисертацію на тему «Об изображении светотени в архитектуре» (науковий керівник — професор Степан Колотов). Після захисту дисертації працював в інституті майже 70 років, до останнього дня життя.
З 1965 року, після смерті свого вчителя Степана Колотова, очолив кафедру нарисної геометрії та інженерної графіки. У 1972 році здобув науковий ступінь доктора технічних наук, захистивши дисертацію на тему «Прикладная геометрия архитектурных оболочек». Через два роки затверджений у вченому званні професора.

Могила Всеволода Михайленка та його родини, Байкове кладовище

З 1975 по 1986 роки — проректор КІБІ з наукової роботи. У 2003 році передав керування кафедрою нарисної геометрії та інженерної графіки своєму учню, професору Сергію Ковальову. Викладав на кафедрі на посаді професора до кінця життя.
Помер на 92-му році життя 10 серпня 2018 року. Похований разом із родиною на Байковому кладовищі (ділянка № 47а, 50°24′56.83″ пн. ш. 30°30′4.53″ сх. д. / 50.4157861° пн. ш. 30.5012583° сх. д.).

### Родина
- Батько — науковець-механізатор, доктор сільськогосподарських наук Євдоким Михайленко (1898—1995).
- Сестра — науковиця-гідробіолог, доктор біологічних наук Людмила Михайленко (нар. 1938).
- Син — кандидат технічних наук Ігор Михайленко.
- Син — архітектор, кандидат архітектури Андрій Михайленко[3][4].

## Наукова діяльність та інтереси
Автор близько 450 наукових робіт, 10 авторських свідоцтв на винаходи. Науковий керівник та консультант майже 80 докторів та кандидатів наук. Серед учнів Всеволода Михайленка — науковці Сергій Ковальов, Костянтин Сазонов, Микола Яковлєв, Валерій Борисенко, Юрій Тормосов, Ірина Кузнецова, Олександр Черніков тощо.
Після смерті свого вчителя Степана Колотова очолив київську наукову школу з прикладної геометрії, розширив сферу її наукових інтересів. Співзасновник наукової школи з теорії зображення та машинної графіки. Досліджував, зокрема, комп'ютерну графіку та систему автоматизованого проєктування і розрахунку у будівництві, архітектурну біоніку, технічну естетику тощо. У своїй докторській дисертації 1972 року на основі геометричного аналізу декількох сотень архітектурних оболонок виявив та геометрично змоделював основні вимоги, які утворюють форму оболонки.
Співавтор програми дисципліни «Інженерна та комп'ютерна графіка» для інженерних спеціальностей вищих навчальних закладів України. Засновник та президент Української асоціації з прикладної геометрії (з 1999), академік і віцепрезидент Академії наук вищої школи України (1998—2001), академік Академії будівництва України. Голова учбово-методичної підкомісії з нарисної геометрії та інженерної графіки Міністерства освіти і науки України, відповідальний редактор міжвідомчого науково-технічного збірника «Прикладна геометрія та інженерна графіка» (з 1978).
Мав хист до співу: у 1950 році закінчив вечірню музичну школу з вокалу, з 1959 року, близько 40 років, співав у оперній студії КІБІ. Захоплювався туризмом, філателією та живописом олійними фарбами, малював чи не в кожній туристичній і робочій подорожі. Займався лижним спортом, плаванням, грав у бадмінтон.

## Науковий доробок (частковий)
- Об изображении светотени в архитектуре: диссертация на соискание ученой степени кандидата технических наук / МВО СССР. Гл. упр. строит. вузов. Киевский инж.-строит. ин-т. — Киев: [б. и.], 1952.
- Курс начертательной геометрии: [Для инж.-строит. вузов] / С. М. Колотов, Е. Е. Дольский, В. Е. Михайленко и др. — Киев: Гостройиздат УССР, 1958. — 322 с.
- Современные средства обучения в техническом вузе / А. Е. Денисов, В. Е. Михайленко, Г. К. Николаевский и др. — Львов: Изд-во Львов. ун-та, 1969. — 160 с. : ил.
- Прикладная геометрия архитектурных оболочек: диссертация доктора технических наук : 05.00.00. — Москва, 1971. — 333 с. : ил.
- Формообразование оболочек в архитектуре / В. Е. Михайленко, В. С. Обухова, А. Л. Подгорный. — Киев: Будiвельник, 1972. — 207 с.
- Техническое черчение: [Учебник для техн. вузов] / Е. И. Годик, В. М. Лысянский, В. Е. Михайленко, А. М. Пономарев. — Киев: [Вища школа], 1972. — 254 с. : ил.
- Техническое черчение: [Учебник для техн. вузов] / Е. И. Годик, В. М. Лысянский, В. Е. Михайленко, А. М. Пономарев. — 2-е изд., стер. — Киев: [Вища школа], 1973. — 254 с. : черт.
- Сборник задач по начертательной геометрии с элементами программирования: [Для техн. вузов] / [В. Е Михайленко, С. Н. Ковалев, Ж. Г. Левина и др.] ; Под общ. ред. д-ра техн. наук проф. В. Е. Михайленко. — Киев: Вища школа, 1976. — 223 с. : ил.
- Конструирование форм современных архитектурных сооружений. — Киев: Будiвельник, 1978. — 112 с. : ил.
- Применение ЭВМ в преподавании курса начертательной геометрии: Учеб. пособие / В. Е. Михайленко, В. А. Анпилогова, Н. И. Седлецкая. — Киев: КИСИ, 1979. — 66 с. : ил.
- Инженерная графика: [Учеб. пособие для техн. вузов] / В. Е. Михайленко, А. М. Пономарев. — Киев: Вища школа, 1980. — 279 с. : ил.
- Сборник задач по начертательной геометрии с элементами программирования: [Для техн. вузов / Михайленко В. Е., Анпилогова В. А., Ковалев С. Н. и др.]; Под общ. ред. В. Е. Михайленко. — 2-е изд., перераб. и доп. — Киев: Вища школа, 1980. — 207 с. : ил.
- Природа. Геометрия. Архитектура / В. Е. Михайленко, А. В. Кащенко. — Киев: Будiвельник, 1981. — 183 с. : ил.
- Техническое черчение: [Учебник для втузов / А. М. Пономарев, Е. И. Годик, В. М. Лысянский, В. Е. Михайленко]; Под ред. Е. И. Годика. — 4-е изд., перераб. и доп. — Киев: Вища школа, 1981. — 239 с. : черт.
- Техническое черчение: [Учеб. для втузов / Пономарев А. М., Михайленко В. Е., Годик Е. И. и др.]. — 5-е изд., перераб. и доп. — Киев: Вища шк., 1983. — 439 с. : ил.
- Справочник по машинной графике в проектировании / В. Е. Михайленко, В. А. Анпилогова, Л. А. Кириевский и др.; Под ред. В. Е. Михайленко и А. А. Лященко. — Киев: Будiвельник, 1984. — 184 с. : ил.
- Инженерная графика: [Учеб. для техн. спец. вузов] / В. Е. Михайленко, А. М. Пономарев. — 2-е изд., перераб. и доп. — Киев: Вища шк., 1985. — 295 с. : ил.
- Машинная графика в строительном проектировании: Учеб. пособие / В. Е. Михайленко, В. А. Анпилогова, К. А. Сазонов, Н. И. Седлецкая. — Киев: КИСИ, 1985. — 48 с. : ил.
- Реализация комплексной целевой научно-технической программы «Строительство» г. Киева / В. Е. Михайленко, О. В. Рогачев. — Киев: о-во «Знание» УССР, 1985. — 16 с.
- Формообразование большепролетных покрытий в архитектуре / В. Е. Михайленко, С. Н. Ковалев К. А. Сазонов; Под ред. В. Е. Михайленко. — Киев: Вища школа, 1987. — 190, [1] с. : ил.
- Природа. Геометрия. Архитектура / В. Е. Михайленко, А. В. Кащенко. — 2-е изд., перераб. и доп. — Киев: Будiвельник, 1988. — 174,[1] с. : ил.
- Инженерная геометрия с элементами теории параметризации: [Учеб. пособие для строит. спец. и слушателей ФПК] / В. Е. Михайленко, С. Н. Ковалев, Н. И. Седлецкая, В. А. Анпилогова; М-во высш. и сред. спец. образования УССР, Учеб.-метод. каб. по высш. образованию, Киев. инж.-строит. ин-т. — Киев: УМКВО, 1989. — 82,[1] с. : ил.
- Инженерная графика: [Учеб. для техн. спец. вузов] / В. Е. Михайленко, А. М. Пономарев. — 3-е изд., перераб. и доп. — Киев: Вища шк., 1990. — 302,[1] с. : ил.
- Геометрическое моделирование в строительстве и архитектуре: Сб. науч. тр. / М-во высш. и сред. спец. образования УССР, Учеб.-метод. каб. по высш. образованию, Киев. инж.-строит. ин-т; [Редкол.: В. Е. Михайленко (отв. ред.) и др.]. — Киев: УМКВО, 1990. — 135 с. : ил.
- Инженерная геодезия: Респ. межвед. науч.-техн. сб. / Киев. инж.-строит. ин-т ; [Редкол.: В. Е. Михайленко (отв. ред.) и др.]. — Киев: Будiвельник.
- Прикладная геометрия и инженерная графика: Респ. межвед. науч.-техн. сб. / Киев. инж.-строит. ин-т ; [Редкол.: В. Е. Михайленко (отв. ред.) и др.]. — Киев: Будiвельник.
- Нарисна геометрія: навчальний посібник для самостійн. вивчення курсу студентам архітектур. та будівел. спец. / В. Є. Михайленко [та ін.] ; Київський інженерно-будівел. ін-т. — Київ: НМК ВО, 1991. — 346 с. : ил.
- Геометрическое моделирование и машинная графика в САПР: [Учеб. для вузов по спец. «Системы автоматизир. проектирования»] / В. Е. Михайленко, В. Н. Кислоокий, А. А. Лященко и др. — Киев: Вища шк., 1991. — 373,[1] с. : ил.
- Інженерна графіка: підруч. для студ. вищих закл. освіти I—II рівнів акредитації / В. Є. Михайленко [и др.] ; ред. В. Є. Михайленко. — К. : Каравела ; Л. : Новий Світ-2000, 2002. — 284 с.: іл.
- Інженерна графіка / В. Є. Михайленко [та ін.] ; ред. В. Є. Михайленко. — 2. вид., випр. — К. : Каравелла ; Л. : Новий Світ-2000, 2002. — 336 с.: рис.
- Інженерна графіка: основи комп'ютерної графіки: Підручник для студ. вищ. закладів освіти / В. Є. Михайленко [и др.] ; ред. В. Є. Михайленко. — 3-тє вид. — К. : Каравелла, 2003. — 288 с.
- Інженерна та комп'ютерна графіка: підручник для студ. вищ. закладів освіти / В. Є. Михайленко [и др.] ; ред. В. Є. Михайленко. — 3-тє вид. — К. : Каравела, 2003. — 344 с.: рис.
- Инженерная графика: учебник для студ. вузов / В. Е. Михайленко [и др.] ; ред. В. Е. Михайленко. — К. : Каравелла, 2004. — 287 с.: рис.
- Нарисна геометрія: підручник для студ. вищих навч. закл. / В. Є. Михайленко [и др.] ; ред. В. Є. Михайленко. — 2. вид., перероб. — К. : Вища школа, 2004. — 304 с.: рис.
- Житло як універсальна просторово-знакова система в контексті слов'янського міфорелігійного світогляду / В. Є. Михайленко, О. С. Куць // Сучасні проблеми архітектури та містобудування. — 2008. — Вип. 19. — С. 27—34.
- Розвиток асоціативно-колористичного мислення на основі природної гармонійності кольорів / В. Є. Михайленко, С. В. Прищенко // Сучасні проблеми архітектури та містобудування. — 2009. — Вип. 22. — С. 147—156.
- Предметна кваліметрія як зв'язуюча ланка між традиціями проектування народного та сучасного індивідуального житла / В. Є. Михайленко, О. С. Куць // Сучасні проблеми архітектури та містобудування. — 2009. — Вип. 21. — С. 77—81.
- Українська асоціація з прикладної геометрії: деякі проблемні питання / В. Є. Михайленко, В. О. Плоский // Прикладна геометрія та інженерна графіка. — 2012. — Вип. 90. — С. 6—8.
- Стилізація природних форм у графічному дизайні та рекламі: формотворчі аспекти / В. Є. Михайленко, С. В. Прищенко // Технічна естетика і дизайн. — 2012. — Вип. 11. — С. 121—129.
- Нарисна геометрія: підруч. для студ. вищ. навч. закл. / В. Є. Михайленко [та ін.] ; за ред. засл. діяча науки України, д-ра техн. наук, проф. В. Є. Михайленка. — 3-тє вид., перероб. — К. : Слово, 2013. — 304 с. : рис.
- Рекламний дизайн: дослідження термінологічної бази / В. Є. Михайленко, С. В. Прищенко // Містобудування та територіальне планування. — 2013. — Вип. 50. — С. 429—435.
- Технічна естетика, прикладна геометрія, комп'ютерне моделювання: синергія та перспективи / В. Є. Михайленко, Ю. М. Ковальов // Теорія та практика дизайну. — 2014. — Вип. 6. — С. 117—126.

## Нагороди
- 1982 — заслужений діяч науки УРСР
- 1996 — нагорода Ярослава Мудрого Академії наук вищої школи України
- 2005 — нагрудний знак «Петро Могила»
- 2017 — золота медаль Національної академії мистецтв України
- 2018 — довічна державна стипендія Міністерства освіти і науки України[7]
- нагрудний знак Міністерства вищої та середньої спеціальної освіти СРСР «За відмінні успіхи в роботі»
- орден «Знак Пошани»[2]